# Telkom 3
O Telkom 3 foi um satélite de comunicação geoestacionário indonésio construído pelas empresas ISS Reshetnev e Alcatel Space, ele era para ter sido colocado na posição orbital de 118 graus de longitude leste e era pra ser operado pela PT Telekomunikasi Indonesia (PT Telkom). O satélite foi baseado na plataforma Ekspress-1000N e sua vida útil estimada era de 15 anos.  Devido a uma falha no veículo de lançamento, o satélite foi deixado em uma órbita intermediária e não pode ser utilizado para a sua finalidade pretendida.

## História
Em dezembro de 2008, a JSC Academician MF Reshetnev "sistemas de satélite de Informação" ganhou um concurso para fornecer um sistema de satélites de telecomunicações geoestacionários, o Telkom 3, para o operador indonésia PT Telekomunikasi Indonesia Tbk.
O projeto abrangeu um desenvolvimento e entrega em órbita de um satélite, o Telkom 3, a criação de um grande segmento de controle de solo, formação, estágio e suporte técnico para o operador de serviço durante a vida útil da operação do satélite. O satélite foi construído com base em uma nova plataforma de classe média a Ekspress-1000N. Ele transportava 32 transponders de banda C e 10 transponders de banda Ku ou o equivalente a 49 TPE. A massa do satélite Telkom 3 era de 1.600 kg de carga útil.
O satélite foi construído para um dos principais provedor de telecomunicações da região da Ásia-Pacífico a PT Telekomunikasi Indonesia Tbk. Relativamente ao concurso, os principais concorrentes da empresa ISS Reshetnev eram empresas bem conhecidas: Orbital Sciences Corporation, Thales Alenia Space e Space Systems/Loral.
O Telkom 3 ficou preso em uma órbita inutilizável após o lançamento devido a uma falha do estágio superior.
O fabricante do Telkom 3, a ISS Reshetnev, anunciado que o satélite estava sob controlo com os seus painéis solares estendidos, mas o mesmo não seria capaz de ser utilizado para a finalidade pretendida, uma vez que está na órbita errada.
No caso de dois satélites com falha no lançamento ocorridos em 2006 e 2011 (o Arabsat 4A e Express AM4, respectivamente), que também ficaram presos em órbita baixa foram enviados em reentradas controladas e destrutivas sobre o Oceano Pacífico, eliminando assim o risco de uma colisão no futuro, bem como o risco de detritos produzir uma explosão.
No caso do fracasso de 2008, o satélite AMC-14 tinha reservas de propulsor suficiente para elevar-se e entrar em uma órbita geoestacionária útil. Apesar de não ser possível levar o Telkom 3 à órbita geoestacionária por meio próprio, assim como o Express MD2 ainda não foi tomada qualquer decisão sobre o futuro do satélite.

## Lançamento
O satélite foi lançado ao espaço no dia 16 de agosto de 2012, às 19:31 UTC, por meio de um veiculo Proton-M/Briz-M, que foi lançado a partir do Cosmódromo de Baikonur no Cazaquistão, juntamente com o satélite Express MD2. Devido a uma falha do estágio superior Briz-M os satélites foram deixados em uma órbita intermediária. Ele tinha uma massa de lançamento de 1.903 kg.

## Capacidade
O Telkom 3 era equipado com 32 transponders em banda C e 10 em banda Ku.

## Falha e fragilidade do programa espacial russo
O satélite não foi colocado na órbita pretendida devido o estágio superior Briz-M ter sofrido uma falha durante o processo do lançamento. Esta foi a segunda falha no lançamento causada por um Briz-M no prazo de doze meses, como o Express AM4 foi perdido em agosto de 2011, devido a um erro de computador. Outras falhas de lançamento recentes incluiu três satélites GLONASS em 2010, a sonda Fobos-Grunt, que era destinada a Marte, em 2011 e mais três satélites GLONASS em 2013. Após esta falha todos os lançamentos com foguete Proton-M foram suspensas e todas as fases Briz-M foram recolhidas. Esta discussão desencadeada sobre a crise na indústria espacial russa com o primeiro-ministro russo, Dmitry Medvedev, citado como dizendo "Estamos perdendo autoridade e milhares de milhões de rublos", devido às falhas de lançamento frequentes. Medvedev presidiu uma reunião sobre o assunto em 14 de agosto de 2012 e o presidente Vladimir Putin teve uma reunião sobre questões organizacionais. Uma das propostas é que a Roscosmos poderia ser transformada em uma corporação semelhante ao Rosatom.
Uma investigação foi criado pelo cabeça da Roscosmos, Vladimir Popovkin, e foi chefiada pelo OP Skorobogatov de TsNIIMash. Foi noticiado no início de agosto pelo jornal russo Kommersant que o problema foi causado por uma falha no tubo de combustível no Briz-M.
Em 16 de outubro de 2012, o Briz-M que apresentou problemas em 6 de agosto explodiu em oitenta peças aumentando a poluição na órbita terrestre.
O diretor-geral da Khrunichev, Vladimir Nesterov, foi demitido de seu cargo pelo presidente Vladimir Putin. O Proton-M voltou a voar em 14 de outubro, levando o satélite Intelsat 23. Este lançamento havia sido adiado em agosto, devido ao fracasso do lançamento dos satélites Telkom 3 e Express AM2.
O programa espacial russo voltou a sofrer outra falha em 2 de julho de 2013 quando o foguete Proton-M explodiu 16 segundos após o seu lançamento. O veiculo desviou-se da trajetória programada vindo a colidir com o solo da própria base de lançamento. A investigação concluiu que a explosão se deveu a um erro na instalação de três girômetros. Foi o último acidente de uma série de fracassos no programa espacial russo. O acidente não causou vítimas, mas um prejuízo inicialmente estimado em US$ 200 milhões.
O foguete Proton-M transportava três satélites do sistema de navegação russo GLONASS e a explosão causada pela queda lançou para o ar 500 toneladas de combustível, com substâncias tóxicas, segundo a companhia de seguros responsável pelo foguete. Todo o cosmódromo teve que passar por um processo de limpeza e os moradores locais foram orientados a não deixarem suas casas. Os especialistas, porém, acreditam que a contaminação deve ser mínima, uma vez que todos os produtos devem ter sido queimados no momento da explosão.